# Медаль Франциска Скорини
Медаль Франциска Скорини (біл. Медаль Францыска Скарыны) — державна нагорода Білорусі, створена Указом Президії Верховної Ради Білоруської РСР № 2675-XI від 20 квітня 1989 року. Постановою Верховної Ради Республіки Білорусь № 3727-XII від 13 квітня 1995 року в положення про медалі внесені зміни (медаль почала розташовуватися не після нагород СРСР, а після медалі «За трудові заслуги»). Медаль знову затверджена Законом Республіки Білорусь від 2 липня 1997 року № 49-З. На сьогоднішній день все, що стосується цієї медалі, як і всіх інших білоруських нагород, регулюється Законом Республіки Білорусь від 18 травня 2004 року № 288-З «Про державні нагороди Республіки Білорусь».

## Опис
Медаль Франциска Скорини має форму кола діаметром 32 мм, На зовнішній стороні медалі розташовано рельєфне зображення Франциска Скорини і напис «Францыск Скарына», на зворотному боці — знак «сігнет».
Медаль за допомогою вушка і кільця з'єднується з прямокутною колодкою. Вздовж основи колодки йдуть прорізи, внутрішня її частина покрита муаровою стрічкою синього кольору, посередині стрічки — жовта смуга національного орнаменту, стрічка облямована позолоченою ниткою.
Медаль виготовляється з томпаку.

## Правила нагородження
Медаллю Франциска Скорини нагороджуються працівники науки, освіти та культури за відмінні досягнення у професійній діяльності, значний особистий внесок у розвиток та примноження духовного та інтелектуального потенціалу, культурної спадщини білоруського народу. Медаллю можуть нагороджуватися іноземні громадяни.